# 神戸市立義務教育学校八多学園
神戸市立義務教育学校八多学園（こうべしりつぎむきょういくがっこうはたがくえん）は、兵庫県神戸市北区八多町にある義務教育学校。

## 概要
神戸市で2校目の義務教育学校である。

## 沿革

### 略歴
神戸市立義務教育学校八多学園は、2023年4月神戸市立八多中学校と神戸市立八多小学校との統合により設立された。

### 年表
- 2023年（令和5年）
  - 4月1日 - 開校
  - 4月10日 - 開校記念式典を敢行[2]

## 学校行事
| - 4月 始業式・入学式 - 5月 - 6月 | - 7月 終業式 - 8月 - 9月 始業式 | - 10月 - 11月 - 12月 終業式 | - 1月 始業式 - 2月 - 3月 卒業式・終業式 |

## 部活動
- バドミントン部
- 吹奏楽部

## 通学区域
- 神戸市北区
  - 八多町[3]

## 通学区域が隣接している小中学校
- 神戸市立淡河中学校
  - 神戸市立好徳小学校
- 神戸市立大沢中学校
  - 神戸市立大沢小学校
- 神戸市立北神戸中学校
  - 神戸市立長尾小学校
  - 神戸市立鹿の子台小学校
  - 神戸市立道場小学校
- 神戸市立有野北中学校
  - 神戸市立有野小学校
  - 神戸市立西山小学校
- 神戸市立有野中学校
  - 神戸市立藤原台小学校
- 神戸市立唐櫃中学校
  - 神戸市立唐櫃小学校
- 神戸市立山田中学校
  - 神戸市立谷上小学校
  - 神戸市立山田小学校

## 交通
- 神戸電鉄三田線道場南口駅より神姫バス三木行 八多学校前下車すぐ